# Yue Xin
Yue Xin (1996) es una activista estudiantil china licenciada por la Universidad de Pekín que desapareció el 23 de agosto de 2018, tras su participación en el conflicto laboral de Jasic. Marxista y feminista, era conocida por su defensa de los derechos laborales y de la mujer antes de su desaparición. En abril de 2018, Yue lideró protestas inspiradas en #MeToo contra el intento de encubrimiento de las acusaciones de agresión sexual contra su personal por parte de la Universidad de Pekín. Más tarde, ese mismo año, se unió a los trabajadores en huelga en la planta de Tecnología Jasic en Shenzhen y se convirtió en miembro líder del Grupo de Solidaridad de Trabajadores de Jasic.
Yue Xin desapareció poco después y se supo por última vez de ella en enero de 2019, cuando la policía de Guangdong hizo circular un video de ella confesando varios delitos y denunciando su propio activismo.   En 2018 BBC News describió a Yue Xin como uno de los activistas de izquierda más influyentes de China.

## Biografía
Yue Xin nació y creció en la ciudad de Beijing y se graduó de la escuela secundaria afiliada a la Universidad Renmin de China en 2014. Luego se matriculó en zh de la Universidad de Pekín. y se graduó en 2018. En una entrevista con Yazhou Zhoukan, Yue habló sobre gran parte de su vida personal y señaló que se interesó en la política en la escuela secundaria después de leer Detalles de la democracia de Liu Yu . Se describió a sí misma como liberal durante este período de su vida y, al llegar a la escuela secundaria, se interesó cada vez más en el nivel de vida de los trabajadores y campesinos. Yue también atribuyó su decisión de convertirse en activista a haber presenciado el incidente del Southern Weekly de 2013.Yue Xin atribuye a las activistas feministas chinas Liu Yu y Xiao Meili sus principales influencias.

## Activismo

Carteles en la Universidad de Pekín con mensajes de apoyo al activismo de Yue Xin (abril de 2018)

Yue Xin era estudiante en la Universidad de Pekín, en la clase de la Escuela de Idiomas Extranjeros de 2014. Durante su último año, participó en una serie de protestas contra el manejo de las acusaciones de agresión sexual por parte de la universidad y la falta de tratamiento del comportamiento depredador dentro de la facultad y el personal. La controversia se centró en la culpabilidad de la universidad en la muerte de Gao Yan, un estudiante de literatura china de la Universidad de Pekín que se suicidó en 1998, quien presuntamente fue violado por Shen Yang, entonces profesor de la Universidad de Pekín. 
Yue Xin emitió una solicitud formal de libertad de información a la universidad el 9 de abril de 2018, solicitando información relacionada con la muerte de Gao Yan y las acusaciones contra Shen Yang. Según Yue, en una carta abierta a todos los estudiantes y personal de la Universidad de Pekín, el personal del campus tomó medidas inmediatas para intentar obligar a Yue Xin a retirar su solicitud de libertad de información. Alega que el 20 de abril de 2018, un asesor escolar llegó sin previo aviso a su dormitorio con la madre de Yue, a quien se le había presentado una forma distorsionada de los hechos para persuadir a su hija de que rescindiera su solicitud. Según ella, la Universidad de Pekín no proporcionó ningún material relevante con respecto a las acusaciones contra Shen Yang después de afirmar que los materiales faltaban o estaban fuera de su dominio.

## Disputa laboral de Jasic
El 8 de agosto de 2018, Yue se unió a la organización activista laboral estudiantil Jasic Workers Solidarity Group en las protestas en Huizhou, Guangdong en la planta de Jasic Technology en Shenzhen. Los trabajadores de la planta tenían un conflicto laboral con la gerencia de la planta y, posteriormente, los trabajadores, citando malas condiciones laborales y bajos salarios, intentaron formar un sindicato en violación de la prohibición china de los sindicatos no estatales. La provincia de Guangdong destaca por ser el principal ejemplo del modelo de Guangdong, la política económica iniciada por el político chino Wang Yang . Esta política se centró en la liberalización económica, ignorando los problemas con las prácticas industriales y el bienestar social. La disputa llevó a numerosos activistas estudiantiles, Yue entre ellos, a viajar a Huizhou para participar en protestas contra Jasic y las políticas del gobierno chino sobre derechos laborales.

## Desaparición
Yue Xin estaba entre los cincuenta miembros y simpatizantes del grupo Jasic Workers Solidarity que fueron arrestados por la policía china el 23 de agosto de 2018. Desde entonces no se ha visto a Yue Xin en público. El 21 de enero de 2019, el Grupo de Solidaridad de los Trabajadores de Jasic declaró en su sitio web que la policía de Guangdong había obligado a Yue y a otros cuatro de sus miembros a grabar confesiones en las que admitían "realizar actos ilegales" y "organizaciones radicales les habían lavado el cerebro". El Departamento de Seguridad Nacional de la República Popular China luego entrevistó a otros miembros del Grupo de Solidaridad de los Trabajadores de Jasic y les pidió que vieran los videos de las confesiones.

## Reacciones a la detención de Yue
El filósofo esloveno Slavoj Zizek discutió la desaparición de Yue en un artículo publicado por The Independent . Zizek señala la contradicción inherente dentro de la sociedad china, en la que la ideología estatal oficial del marxismo se considera una forma peligrosa de subversión política. Al menos treinta académicos, incluido el lingüista y activista político Noam Chomsky y el profesor de Filosofía Política de la Universidad de Yale, John Roemer, anunciaron su intención de boicotear las conferencias académicas marxistas chinas, en reacción a la represión de los activistas universitarios que participaron en el conflicto laboral de Jasic. Chomsky escribió en un mensaje al Financial Times: "Para seguir participando en ... eventos relacionados con el marxismo patrocinados oficialmente significa que seguiríamos siendo cómplices del juego del gobierno chino. Los académicos de izquierda de todo el mundo deberían unirse al boicot de tales conferencias y eventos".
El 26 de diciembre de 2018, día del cumpleaños del fundador de la RPC Mao Zedong, el estudiante de la Universidad de Pekín y jefe de la Sociedad Marxista de la Universidad de Pekín, Qiu Zhanxuan, fue detenido por la policía china.